# Marco Antonio Visconti Venosta
Marco Antonio Visconti Venosta (Grosio, 1568 – 1627) è stato un nobile, militare e politico italiano.

## Biografia
Figlio di Francesco Visconti Venosta e di sua moglie, di Lucia Angela Venosta, Marco Antonio era soprannominato il Grosso per la sua corporatura corpulenta e proveniva da una delle più antiche e nobili famiglie della Valtellina. Ancora giovanissimo sposò la baronessa engadinese Salomè de Mont e, come il padre, gestì le notevoli proprietà che la casata possedeva a Bormio e la gestione dello sfruttamento delle miniere di ferro della Valle di Fraele, della Val Venosta e della Val Monastero che spettavano alla sua famiglia.
Ebbe una notevole importanza nel 1620 quando fu uno tra i capi principali del "sacro macello" di Valtellina, l'insurrezione popolare guidata dai nobili cattolici locali contro le minoranze protestanti della valle. Venne prescelto quale membro del consiglio di reggenza della Valtellina e per questo motivo fu tra gli aristocratici locali che subì le principali ritorsioni da parte dell'esercito svizzero delle Tre Leghe venuto in soccorso dei protestanti: oltre alla devastazione di molte delle sue terre, le truppe elvetiche occuparono il castello di Grosio che era di proprietà della sua famiglia da generazioni e che sarà ricostruito solo alla fine del Seicento da un suo discendente omonimo.
Morì nel 1627.

## Albero genealogico
|                                |   |                      | Genitori |  |  | Nonni |  |  | Bisnonni                 |  |  | Trisnonni                 |  |
|                                |   |                      |          |  |  |       |  |  | Antonio Visconti Venosta |  |  | Visconte Visconti Venosta |  |
|                                |   |                      |          |  |  |       |  |  | Antonio Visconti Venosta |  |  | Visconte Visconti Venosta |  |
|                                |   | Beltramina de Liurio |          |  |  |       |  |  | Antonio Visconti Venosta |  |  |                           |  |
| Visconte Visconti Venosta      |   |                      |          |  |  |       |  |  | Antonio Visconti Venosta |  |  |                           |  |
|                                |   | …                    | …        |  |  |       |  |  |                          |  |  |                           |  |
|                                |   | …                    | …        |  |  |       |  |  |                          |  |  |                           |  |
|                                |   | …                    | …        |  |  |       |  |  |                          |  |  |                           |  |
| Francesco Visconti Venosta     |   | …                    |          |  |  |       |  |  |                          |  |  |                           |  |
|                                |   | …                    | …        |  |  |       |  |  |                          |  |  |                           |  |
|                                |   | …                    | …        |  |  |       |  |  |                          |  |  |                           |  |
|                                |   | …                    | …        |  |  |       |  |  |                          |  |  |                           |  |
| Caterina de' Federici          |   | …                    |          |  |  |       |  |  |                          |  |  |                           |  |
|                                |   | …                    | …        |  |  |       |  |  |                          |  |  |                           |  |
|                                |   | …                    | …        |  |  |       |  |  |                          |  |  |                           |  |
|                                |   | …                    | …        |  |  |       |  |  |                          |  |  |                           |  |
| Marco Antonio Visconti Venosta |   | …                    |          |  |  |       |  |  |                          |  |  |                           |  |
|                                | … | …                    |          |  |  |       |  |  |                          |  |  |                           |  |
|                                | … | …                    |          |  |  |       |  |  |                          |  |  |                           |  |
|                                | … | …                    |          |  |  |       |  |  |                          |  |  |                           |  |
| …                              | … |                      |          |  |  |       |  |  |                          |  |  |                           |  |
|                                |   | …                    | …        |  |  |       |  |  |                          |  |  |                           |  |
|                                |   | …                    | …        |  |  |       |  |  |                          |  |  |                           |  |
|                                |   | …                    | …        |  |  |       |  |  |                          |  |  |                           |  |
| Lucia Venosta                  |   | …                    |          |  |  |       |  |  |                          |  |  |                           |  |
|                                |   | …                    | …        |  |  |       |  |  |                          |  |  |                           |  |
|                                |   | …                    | …        |  |  |       |  |  |                          |  |  |                           |  |
|                                |   | …                    | …        |  |  |       |  |  |                          |  |  |                           |  |
| …                              |   | …                    |          |  |  |       |  |  |                          |  |  |                           |  |
|                                |   | …                    | …        |  |  |       |  |  |                          |  |  |                           |  |
|                                |   | …                    | …        |  |  |       |  |  |                          |  |  |                           |  |
|                                |   | …                    | …        |  |  |       |  |  |                          |  |  |                           |  |
|                                |   | …                    |          |  |  |       |  |  |                          |  |  |                           |  |